# 八代都市圏
八代都市圏（やつしろとしけん）は、熊本県八代市を中心とする都市圏である。

## 定義
一般的な都市圏の定義については都市圏を参照のこと。
都市雇用圏（10% 通勤圏）の変遷
- 金本良嗣・徳岡一幸によって提案された都市圏。細かい定義等は都市雇用圏に則する。
- 10% 通勤圏に入っていない町村は、各統計年の欄で灰色かつ「-」で示す。

| 自治体 ('80) | 1980年                 | 1990年                 | 1995年                 | 2000年                 | 2005年                 | 2010年                 | 自治体 （現在） |
| ------------ | ---------------------- | ---------------------- | ---------------------- | ---------------------- | ---------------------- | ---------------------- | --------------- |
| 竜北町       | -                      | -                      | 八代 都市圏 16万0652人 | 八代 都市圏 15万6876人 | 八代 都市圏 15万0118人 | 八代 都市圏 14万4981人 | 氷川町          |
| 宮原町       | 八代 都市圏 13万0050人 | 八代 都市圏 15万4203人 | 八代 都市圏 16万0652人 | 八代 都市圏 15万6876人 | 八代 都市圏 15万0118人 | 八代 都市圏 14万4981人 | 氷川町          |
| 八代市       | 八代 都市圏 13万0050人 | 八代 都市圏 15万4203人 | 八代 都市圏 16万0652人 | 八代 都市圏 15万6876人 | 八代 都市圏 15万0118人 | 八代 都市圏 14万4981人 | 八代市          |
| 坂本村       | 八代 都市圏 13万0050人 | 八代 都市圏 15万4203人 | 八代 都市圏 16万0652人 | 八代 都市圏 15万6876人 | 八代 都市圏 15万0118人 | 八代 都市圏 14万4981人 | 八代市          |
| 千丁町       | 八代 都市圏 13万0050人 | 八代 都市圏 15万4203人 | 八代 都市圏 16万0652人 | 八代 都市圏 15万6876人 | 八代 都市圏 15万0118人 | 八代 都市圏 14万4981人 | 八代市          |
| 鏡町         | -                      | 八代 都市圏 15万4203人 | 八代 都市圏 16万0652人 | 八代 都市圏 15万6876人 | 八代 都市圏 15万0118人 | 八代 都市圏 14万4981人 | 八代市          |
| 東陽村       | -                      | 八代 都市圏 15万4203人 | 八代 都市圏 16万0652人 | 八代 都市圏 15万6876人 | 八代 都市圏 15万0118人 | 八代 都市圏 14万4981人 | 八代市          |
| 泉村         | -                      | -                      | -                      | -                      | 八代 都市圏 15万0118人 | 八代 都市圏 14万4981人 | 八代市          |
| 田浦町       | -                      | 八代 都市圏            | 八代 都市圏            | 八代 都市圏            | -                      | -                      | 芦北町          |
| 芦北町       | -                      | -                      | -                      | -                      | -                      | -                      | 芦北町          |

- 2005年1月1日：芦北町・田浦町を廃止し、新町制による芦北町が発足。
- 2005年8月1日：八代市・坂本村・千丁町・鏡町・竜北町・宮原町・東陽村・泉村を廃止し、新市制による八代市が発足。
- 2005年10月1日：竜北町・宮原町を廃止し氷川町が発足。

定住自立圏
八代市は氷川町と2015年、芦北町とは2016年に協定を結び、八代市定住自立圏を形成している。